# Here (empresa)
HERE Technologies es una Compañía multinacional que desarrolla el servicio de mapas y geolocalización del mismo nombre. Fundada en 1985, HERE Technologies es una compañía con más de 9.000 empleados en 54 países. La compañía es la mayor empresa de geolocalización a nivel global.
Este servicio (anteriormente Navteq, Nokia Maps,  Ovi Maps) fue creado en un principio para proveer de navegación a los equipos multimedia de los vehículos por sus capacidad de operar sin conexión de internet, luego para los dispositivos de navegación (por ejemplo, Garmin), y posteriormente para los teléfonos móviles y dispositivos multimedia. En la actualidad es propiedad de un consorcio formado por Audi, BMW, Daimler, Bosch, Continental, Intel, Mitsubishi Corporation y NTT. 
HERE proporciona navegación por voz guiada para transporte público, peatones, autos y camiones para más de 200 países en 46 idiomas diferentes. Los usuarios pueden utilizar los mapas desde su teléfono celular o desde su página web, pudiendo utilizar los mapas en forma offline a través de la aplicación HERE We Go en Android y iOS.
La tecnología de HERE se basa en un modelo de computación en la nube, en el que los datos y los servicios de localización están almacenados en servidores remotos para que los usuarios tengan acceso independientemente del dispositivo que utilicen. HERE captura contenido de localización tales como las redes de calles, carreteras, edificios, parques y los patrones de tráfico. HERE ofrece la información del tráfico en directo en 33 países y cuenta con mapas de interior de edificios en alrededor de 49.000 edificios en más de 45 países.
HERE Latam Mexico S.A. de C.V. es subsidiaria de HERE Technologies.

## Historia
NAVTEQ la Compañía pionera en el desarrollo de mapas digitales fue fundada en 1985.
Durante más de una década, Nokia construyó sus servicios de mapas y ubicación mediante la adquisición de tecnología de localización. 
En 2001, TellMaris, un consorcio de la Unión Europea, desarrolla Smart2Go, una interfaz de mapas 3D para el acceso a la información turística en terminales móviles. Nokia ganó los derechos sobre el software cuando en agosto de 2006 adquirió la compañía gate5, dedicada al software de planificación de rutas, que se convirtió en la piedra angular para el negocio de mapas de la empresa finlandesa. A continuación, ofreció la aplicación Smart2Go para su descarga gratuita y más tarde sería renombrada como Nokia Maps. En octubre de 2007, Nokia compra la compañía NAVTEQ, dedicada al desarrollo de servicios de mapas para dispositivos GPS en automóviles.
Nokia Maps adoptó la marca Ovi en otoño de 2007, pasándose a denominar OVI Maps. Tras el abandono de la marca Ovi en 2011, el servicio volvió a denominarse Nokia Maps, para más tarde adoptar la denominación actual de Here Maps en 2012.
Tras el abandono de Nokia del negocio de los teléfonos móviles en 2014 y debido a la presión por parte de Google[cita requerida], Nokia comenzó priorizar el desarrollo para Android e iOS. En octubre de 2014, se lanzó una versión beta de la aplicación Here Maps para los Samsung Galaxy. Más tarde, se lanzó la beta para el resto de dispositivos con Android.  Previamente, también había existido una versión para iOS, pero esta fue retirada de la AppStore por problemas con iOS 7, según comunicó la empresa. En marzo de 2015, la aplicación volvió a estar disponible en iOS.
El 3 de agosto de 2015, Nokia anunció que había llegado a un acuerdo para la venta de HERE a un consorcio de empresas automotrices formado por Audi, BMW y Daimler. La compra se completó en diciembre de 2015.
En marzo de 2016, HERE eliminó el soporte para Windows 10 debido a su baja cuota de mercado.
En 2017, HERE lanza la única plataforma abierta de localización, llamada Open Location Platform (OLP).
En marzo de 2018, HERE lanza el esquema freemium para uso gratuito de sus APIs, hasta un límite de 250.000 transacciones por mes (https://developer.here.com/pricing)
En julio de 2018, la empresa de análisis de mercado Counterpoint, rankea a HERE Technologies como el ecosistema de localización #1 del mundo, por adelante de Google Maps y TomTom (https://www.counterpointresearch.com/here-continues-lead-location-platform-rankings-2018-ahead-google-tomtom/).
En 2018, HERE lanza el Marketplace en la OLP.
En agosto de 2019, la empresa de análisis de industria Ovum, rankea por segundo año consecutivo a HERE Technologies como la mejor plataforma de localización a nivel global por encima de su rival Google Maps (https://360.here.com/among-google-apple-mapbox-and-others-here-is-now-1-in-location-platforms).

### 2020+
Jun/2021: HERE es reconocida como una de las empresas con “Mejores Lugares para Trabajar LGBT 2021”. Del total de 5 millones de empresas existentes en México, únicamente 212 cuentan con este reconocimiento.
Jun/2021: Great Place to Work dio a conocer el listado con los Mejores Lugares para Trabajar en el Bajío mexicano, en sus categorías 'For All' y 'Tiempos de Reto'. HERE Technologies se ubica en el puesto #3.
Jul/2021: Porsche, Vodafone y Here Technologies anuncian el desarrollo de un dispositivo de alerta capaz de advertir al conductor en solo diez milésimas de segundo de peligros que aún no puede ver.

## Servicio web
El sitio web de HERE, disponible en http://here.com, funciona en todos los principales navegadores y también está disponible para dispositivos móviles en http://m.here.com.
El sitio para desarrolladores está disponible en: https://developer.here.com/
En https://www.here.com/, los usuarios pueden acceder a APIs para:
- Páginas de la ciudad de 50+ ciudades populares mostrando la hora local y las condiciones climáticas, junto con hechos de Lonely Planet y lugares sugeridos.
- Mapas 3D integrados en 25 ciudades, ahora los usuarios pueden buscar ruta en 3D y 2D.
- Flujo de tráfico en vivo.
- Capa de transporte público.
- Sincronización de favoritos con Nokia Maps en la web para teléfono móvil.
- Heatmaps que muestra las áreas que son populares para alimentos, vida nocturna, atracciones locales y tiendas en algunas ciudades.
- Mapas por satélite.

## SDK para dispositivos móviles (Android, iOS y Flutter)
La última versión de los SDK (software development kits) para realizar aplicaciones nativas en dispositivos móviles Android, iOS y Flutter incluye:
- Conducir y caminar por giro con guía de voz internacional.
- Re-direccionamiento de tráfico en algunos países en vivo.
- Visualización de tráfico en el mapa en algunos países.
- Contenido de terceros como ViaMichelin y Lonely Planet.
- Ubicación de redes sociales a Facebook, Twitter, Foursquare y muchas otras redes.
- Street maps pueden ser precargados y utilizados sin conexión.
- Street maps pueden cargarse a través de wifi desde el teléfono.
- Map reporter – mapa error reporting (desde la versión 3.03 excepto modelos E66 y E71).
- Clima app – condiciones locales por la hora y los pronósticos para la semana.
- Vista de noche
- Mapas por satélite
- Mapas de terreno
- Edificios en 3D y mapas 3D.
- Líneas de transporte público y enrutamiento en algunas ciudades.
- Guardar favoritos
- Mapas y navegación off-line (sin necesidad de datos de celular)

## Servicios automotrices y empresariales
Los datos de mapas y tecnologías de HERE son utilizados por varias empresas y vienen integrados en varios automóviles de distintas compañías:
Garmin: Utiliza los datos de mapa de HERE para los mapas de unidades GPS para Automóviles, motocicletas, buses, etc. Garmin ocupa HERE desde que la compañía se llamaba NAVTEQ. Garmin también utiliza los servicios de HERE Traffic para informar de tráfico en tiempo real de manera gratuita, mediante conexión a internet a través de la aplicación Garmin Smartphone Link o mediante una antena FM digital incorporada (denominada como DAB) capaz de recibir datos de tráfico sin conexión a internet en tiempo real que se actualiza cada 10 minutos.
Amazon: Utiliza datos de mapas, geocodificación, geocodificación inversa, direccionamiento y búsqueda para Amazon Location Service.
Acura, General Motors, Chrysler, Ford Motor Company, Honda, Hummer, Nissan, Land Rover, Jeep, Mercedes-Benz, Mitsubishi Motors, Pioneer, Subaru, Suzuki, Volkswagen, Peugeot, Citroën: Estas empresas de vehículos utilizan los datos de mapas de HERE integrados en sus vehículos con sistemas de navegación incorporados.
Intel: Utiliza datos y colabora con HERE para desarrollar un sistema de navegación autónoma para vehículos.
FedEx: Utiliza servicios de rastreo de envíos.
Samsung: Utilizaba mapas de HERE sin conexión en sus dispositivos.
Verizon: Colabora con HERE para desarrollar un sistema de navegación autónoma para vehículos conectados entre ellos con 5G.
Yahoo: Utilizaba datos de mapas de HERE para su propia aplicación de mapas.
Oracle: Ofrece sistemas de mapas digitales utilizando datos de HERE en la nube.
SAP SE: Utiliza HERE para ofrecer soluciones de datos, rastreo y servicios en nube para empresas.